# هيلدا غيرينغر
هيلدا غيرينغر (بالألمانية: Hilda Geiringer)‏ (28 سبتمبر 1893 - 22 مارس 1973)، تعرف أيضاً باسم "هيلدا فون ميزس"، عالمة رياضيات نمساوية. وأول امرأة تدرس الرياضيات التطبيقية في جامعة ألمانية.
ولدت هيلدا عام 1893 في فيينا في النمسا لعائلة يهودية. عملت أستاذ مساعد في جامعة في معهد الرياضيات التطبيقية بجامعة برلين، وبعد تسلم الحزب النازي للحكم في ألمانيا اضطرت للتخلي عن منصبها. ثم غادرت ألمانيا إلى بروكسل ثم تركيا، حيث عملت هناك أستاذة للرياضيات في جامعة إسطنبول، حتى انتهى بها المطاف للمغادرة إلى الولايات المتحدة. ولد والدها لودفيغ غيرينغر في المجر وكانت أمها مارثا فيرثيمير من فيينا. تزوج والداها في الفترة التي كان والدها يعمل فيها عامل نسيج في فيينا.

## التعليم

### جامعة فيينا
أثناء دراستها في المدرسة الثانوية، أظهرت هيلدا قدرات رياضية كبيرة. دعمها والداها مالياً حتى تتمكن من دراسة الرياضيات في جامعة فيينا. بعد حصولها على الدرجة الجامعية الأولى، واصلت هيلدا دراسة الرياضيات في فيينا. حصلت على درجة دكتور في الفلسفة من جامعة فيينا عام 1917 بإشراف ويلهلم ورتنقر وكان عنوان أطروحتها "Trigonometrische Doppelreihen" وكانت عن متسلسلة فورييه بمتغيرين. قضت العامين التاليين مساعدة ليون ليشتنشتاين وعملت في تحرير مجلة مراجعة الرياضيات.

### معهد برلين للرياضيات التطبيقية
عام 1921، انتقلت هيلدا إلى برلين حيث توظّفت في معهد برلين للرياضيات التطبيقية كمساعدة لريتشارد فون ميزيس. في نفس العام تزوجت من فيليكس بولاسزيك، وهو يهودي من مواليد فيينا ودرس في برلين. حصل بولاسزيك على الدكتوراة عام 1922 وعمل في الخدمة البريدية في برلين، حيث طبّق الأساليب الرياضية في الاتصالات الهاتفية. ولدت هيلدا ابنتها ماغدا عام 1922، لكن سرعان ما انفصلت عن زوجها. بعد الطلاق، استمرت هيلدا في العمل في المعهد ورعاية ابنتها.
على الرغم من أنها تدرّبت في الرياضيات البحتة، إلى أنها اتجهت نحو الرياضيات التطبيقية لكي يتوافق ذلك مع عملها في معهد الرياضيات التطبيقية. عملت أيضاً على نظرية الاحتمال والإحصاء وعلى نظرية الرياضيات في اللدونة. قدّمت أطروحتها للتأهل للعمل كمدرّبة في جامعة هومبولت في برلين، لكنها لم تقبل فوراً. خسرت الحقّ في التدريس في الجامعة في ديسمبر 1933.
في الواقع، اقتُرح تعيينها في منصب أستاذ غير عادي عام 1933، لكن المقترح تأجل عندما أصبح قانون استعادة الخدمة المدنية المهنية ساري المفعول بعد شهرين من تولي أدولف هتلر السلطة. وهذا القانون استبعد اليهود من العمل كمعلمين أو أستاذة، أو قضاة أو مناصب حكومية أخرى. غادرت هيلدا ألمانيا بعد أن تم فصلها من جامعة برلين، فانتقلت مع ابنتها إلى إقليم بروكسل العاصمة. في بروكسل، تم تعيينها في معهد الميكانيكا حيث طبّقت الرياضيات على نظرية الاهتزازات.

### إسطنبول
عام 1934،
تبعت هيلدا فون ميزس إلى إسطنبول، حيث عُيّنت أستاذة للرياضيات وواصلت أبحاثها في الرياضيات التطبيقية والإحصاء ونظرية الاحتمالات. أثناء تواجدها في تركيا أُسرت هيلدا بالمبادئ الأساسية لعلم الوراثة التي صاغها الراهب الأوغسطيني غريغور يوهان مندل.
بين عامي 1935 و1939، انشغلت باستخدامات نظرية الاحتمالات التي قدم فيها فون ميزس مساهمات كبيرة في وقت سابق. كانت هيلدا أحد رواد ما ظهر لاحقاً كأنظمة متطورة بمسميات كعلم الوراثة البشري وعلم الوراثة الجزيئي وعلم الوراثة النباتي والتوريث وعلم الجينوم والمعلوماتية الحيوية والتقانة الحيوية والهندسة الطبية الحيوية والهندسة الوراثية وغيرها.

### العمل في هارفارد
عام 1953، توفي ريتشارد فون ميزس. بعد سنة من وفاته، بدأت العمل لدى هارفارد على الرغم من استمرارها في عملها في كلية ويتون، حيث استكلمت وحرّرت العديد من أعمال ميزس غير المكتملة. كان عليها الحفاظ على منحة حصلت عليها من مكتب الأبحاث البحرية، ثم قدّمت لها هارفارد منصباً مؤقتاً كباحث زميل في الرياضيات. يوجد في محفوظات جامعة هارفارد ثمانية صناديق معنونة بـ "السيدة ريتشارد فون ميزس، المعروفة مهنياً باسم هيلدا غيرينغر) (رياضيات تطبيقية) HUG 4574.142. تتضمن محتويات هذه الصناديق مسائل مهنية فقط كخطاباتها وأعمال منشورة مختلفة لها، وبضع رسائل ودفتري ملاحظات. يحتوي الصندوقان 2 و 3 مخطوطات تتعلق بالمواد المنشورة، ولها أرقام تشير إلى البيبليوغرافيا في HUG 4574.160. عام 1959، انتخبت هيلدا زميلاً في الأكاديمية الأمريكية للفنون والعلوم.
عام 1956، قامت جامعة برلين، ربما بدافع التخفيف من الشعور بالذنب الجماعي، أو ربما بدافع الرغبة بإضافة اسمٍ لامع إلى قوائمها، بانتخابها أستاذاً فخرياً وخصصت لها راتباً كاملاً. عام 1959، تقاعدت رسمياً من كلية ويتون، فكرمتها الكلية في العام التالي بمنحها درجة الدكتوراة الفخرية في العلوم.
كما كانت زميلة معهد الإحصاء الرياضي.

## وصلات خارجية
- "Hilda Geiringer von Mises", Biographies of Women Mathematicians, Agnes Scott College